# Josie Loren
Josie Loren Lopez, meglio conosciuta come Josie Loren (Miami, 19 marzo 1987), è un'attrice statunitense.

## Vita privata
A maggio del 2018 sposa Matt Leinart, un giocatore di football.
Il 25 luglio 2019 annuncia di essere incinta del primo figlio Cayson. Il 16 dicembre 2020 annuncia di essere incinta del secondo figlio.

## Carriera
È apparsa in Veronica Mars, Drake & Josh, Cory alla Casa Bianca e Hannah Montana. È anche la protagonista del film di Natale Christmas in Paradise e del film Disney per la televisione Pete il galletto. È apparsa in 17 Again - Ritorno al liceo come cheerleader e fidanzata di Alex O'Donnell, Nicole. È una delle protagoniste di Make It or Break It - Giovani campionesse, nel ruolo di Kaylie Cruz. È stata inoltre nominata ai Teen Choice Awards nella categoria "Choice Summer TV Star Female". Nella settima stagione di The Mentalist ha interpretato l'agente FBI Michelle Vega nella squadra di Patrick Jane.

## Filmografia
- Veronica Mars – serie TV, 1 episodio (2006)
- Hannah Montana – serie TV, episodio 1x18 (2006)
- Drake & Josh – serie TV, 2 episodi (2006)
- Cory alla Casa Bianca (Cory in the House) – serie TV, 1 episodio (2007)
- The Bill Engvall Show – serie TV, 1 episodio (2007)
- Hardly Married (2007)
- Christmas in Paradise (2007)
- This Is Not a Test (2008)
- Pete il galletto (Hatching Pete), regia di Stuart Gillard – film TV (2009)
- 17 Again - Ritorno al liceo (17 Again), regia di Burr Steers (2009)
- Drop Dead Diva – serie TV (2011)
- Make It or Break It - Giovani campionesse (Make It or Break It) – serie TV (2009-2012)
- Castle – serie TV, episodio 3x21 (2011)
- NCIS - Unità anticrimine (NCIS) – serie TV, 1 episodio (2011)
- Un compleanno da leoni (21 & Over), regia di Jon Lucas e Scott Moore (2013)
- The Honor Student (2014)
- The Mentalist – serie TV, 13 episodi (2014-2015)

## Doppiatrici italiane
- Valentina Favazza in Make It or Break It - Giovani campionesse
- Veronica Puccio in Pete il galletto
- Maria Letizia Scifoni in 17 Again - Ritorno al liceo
- Domitilla D'Amico in The Glades
- Perla Liberatori in The Mentalist